# Clásico boyacense
El Clásico boyacense es el duelo deportivo entre los equipos de Boyacá: Boyacá Chicó y Patriotas, más conocido como el "Clásico de la Ruana" o el "Clásico de la papa".
Ambos equipos el ajedrezado y el rojo juegan en el Estadio La Independencia de Tunja. La barra del ajedrezado es la Mancha Ajedrezada; y la del Rojo, el Aguante Sur.

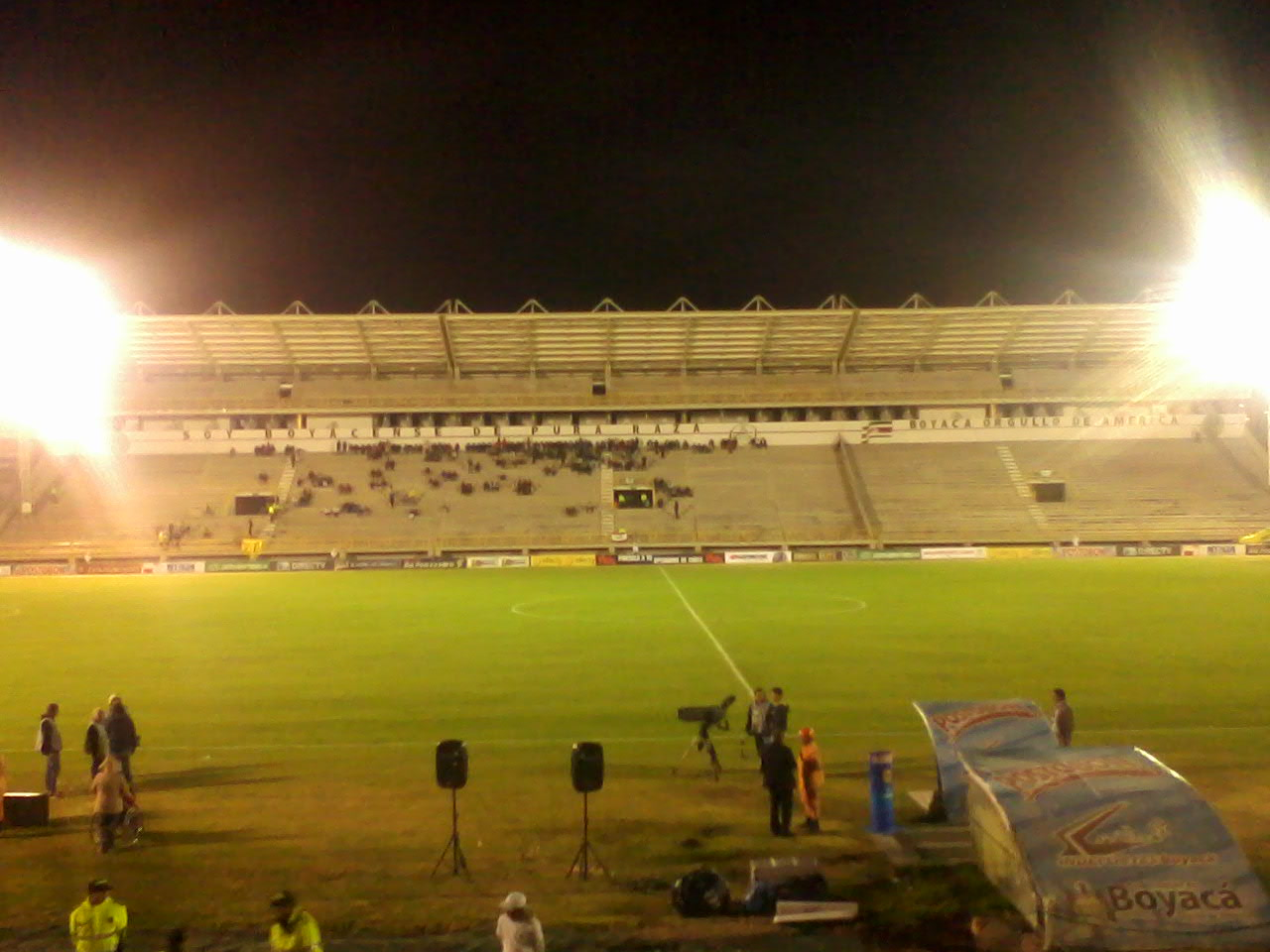
Estadio La Independencia, donde Boyacá Chicó y Patriotas juegan de local

## Historia y acontecimientos futbolísticos
El duelo inicia en 2005, cuando Chicó traslada su sede a Tunja, pero debido a que Patriotas se mantuvo en segunda división hasta el 2011, no se dieron partidos oficiales entre ambos equipos hasta 2008, año en que se reimplementa la Copa Colombia. Desde entonces Chicó y Patriotas se han enfrentado en 24 ocasiones por Copa Colombia, ganando Chicó 5 duelos, ganando Patriotas 7 y dándose empates en 12 partidos.
El resultado más amplio en Copa Colombia ha sido a favor de Patriotas por 0-4 el 13 de abril de 2017.
Por la liga colombiana ambos equipos se han enfrentado en 28 ocasiones, marcándose un claro dominio a favor de Patriotas Boyacá, equipo que ha salido vencedor de los enfrentamientos en 14 oportunidades contra solo 3 de su rival, presentándose empates en 11 de los juegos. En la Primera B en la temporada 2003  se enfrentaron cuatro veces con dos victorias para Patriotas en el estadio Olímpico El Sol de Sogamoso y Tunja, dos triunfos para Chicó, que ese momento jugaba en el Estadio Olaya Herrera de Bogotá.
Ambos equipos el ajedrezado y el rojo han igualado en el mismo marcador o máximo resultado de 3-0 en la Primera división, el ajedrezado logró su victoria en la fecha 17 del Torneo Apertura 2014 el 12 de abril de 2014, y el rojo logró su triunfo en la fecha 16 del Torneo Finalización 2024 el 3 de noviembre de 2024.
Entre los equipos de fútbol Boyacá Chicó y Patriotas Boyacá se han presentado algunos partidos que han sido muy importantes para ambos clubes en el Fútbol Profesional Colombiano:
El sábado 29 de noviembre de 2003, cuando Chicó Fútbol Club jugaba en la ciudad de Bogotá, el equipo ajedrezado se enfrentó en la fecha seis o última fecha del cuadrangular Grupo A de la Categoría Primera B  de 2003 al equipo Patriotas Boyacá,a Chicó solo le servía ganar para clasificar a la final y a Patriotas Boyacá le servía el empate si Itagüí F.C. no le ganaba a Expreso Rojo en Cartagena, Chicó Fútbol Club ganó 3-2 en el último minuto de adición con gol del futbolista Luis Yanes en el Estadio Alfonso López Pumarejo de la Universidad Nacional, Chicó Fútbol Club clasificó con 10 puntos y Patriotas Boyacá quedó con 8 puntos.
En el 2011, Boyacá Chicó y Patriotas Boyacá se enfrentaron en cuartos de final de la Copa Colombia, ambos partidos terminaron empatados y la definición fue por penaltis donde Boyacá Chicó ganó 1-3.
El 19 de mayo de 2012, en la fecha 17 del Torneo Apertura 2012, el equipo rojo y el equipo ajedrezado se enfrentaron en un duelo decisivo por la clasificación entre los ocho mejores equipos del campeonato y por un cupo a los cuadrangulares semifinales el partido quedó empatado sin goles 0-0, y ambos equipos debieron buscar la clasificación en la última fecha.
El 4 de noviembre de 2012, en La Independencia de Tunja, en la fecha 17 del Torneo Finalización 2012, Patriotas Boyacá se jugaba un partido importante ante Boyacá Chicó para evitar jugar la serie de promoción. Este día Patriotas ganó el partido 0-1 y se salvó de jugar la serie de promoción.
El 20 de noviembre de 2016, en la fecha número 20, se enfrentaron Boyacá Chicó y Patriotas Boyacá. En este partido Patriotas se jugaba la clasificación a la fase final del campeonato. El partido quedó 1-2 a favor de Patriotas, que logró clasificar a los cuartos de final del Torneo Finalización 2016.

## Violencia entre hinchas
En el clásico de Boyacá se tuvo la noticia en el año 2013 de la muerte de un hincha de Boyacá Chicó, John Sebastián "Pollo" Jiménez Sandoval , al parecer asesinado por un hincha de Patriotas Boyacá.

## Estadísticas
| Equipo         | PJ | Victorias | Empates | Derrotas |
| -------------- | -- | --------- | ------- | -------- |
| Boyacá Chicó   | 56 | 10        | 23      | 23       |
| Patriotas F.C. | 56 | 23        | 23      | 10       |